# Geogarypus paraguayanus
Geogarypus paraguayanus är en spindeldjursart som beskrevs av Beier 1931. Geogarypus paraguayanus ingår i släktet Geogarypus och familjen Geogarypidae. Inga underarter finns listade i Catalogue of Life.